# Atak DNS Amplification
Atak DNS Amplification – odmiana ataku DDoS, polegająca na wysłaniu zapytań do serwerów DNS ze sfałszowanym adresem zwrotnym (spoofing). Najczęściej wykorzystywana jest do tego sieć przejętych przez agresora komputerów (botnet). Serwery DNS, w odpowiedzi na dziesiątki lub nawet setki tysięcy zapytań kierowanych z komputerów agresora, wysyłają odpowiedzi na jeden komputer, cel ataku włamywacza, zapychając jego łącze, pamięć i moc obliczeniową. Atakowany ma małe możliwości obrony przed takim atakiem, gdyż odfiltrowanie odpowiedzi od DNS na odpowiedzi na zadane i na niezadane pytanie jest praktycznie niemożliwe. Nawet gdyby było to możliwe, nie spowoduje to odciążenia zakończenia sieciowego.
W maju 2006 w ten właśnie sposób zostało zaatakowane i doprowadzone do upadku przedsiębiorstwo Blue Security, które walczyło ze spamem.